# ニコラ・シュヴァリエ
ニコラ・シュヴァリエ（Nicholas Chevalier、1828年5月9日 - 1902年3月15日）はオーストラリア、ニュージーランドの風景を描いたことで知られる画家である。スイス人の父親を持ち、サンクトペテルブルクで生まれた。

## 略歴
サンクトペテルブルクで生まれた。父親はスイス、ヴォー州出身で、ロシア貴族の邸で働いた人物で、母親はロシア人だった。父親はピョートル・ヴィトゲンシュテインの邸で働いていたが、1845年に家族とスイスに戻り、シュヴァリエはスイスのローザンヌやドイツのミュンヘンで絵を学んだ。
1851年にイギリスに移り、版画の仕事や水彩画家として働いた。1852年にロイヤル・アカデミー・オブ・アーツの展覧会に出展した。ローマでも修行した後、1854年末、父親と兄弟が移住していたオーストラリアに渡った。1855年の夏、メルボルンで新しく創刊された絵入り雑誌「Melbourne Punch」のイラストレータの仕事を得た。その後「Illustrated Australian News」 の挿絵を描き、版画家としても働いた。1855年に画家デイヴィッド・ウィルキーの親類にあたるカロライン・ウィルキーと結婚した。

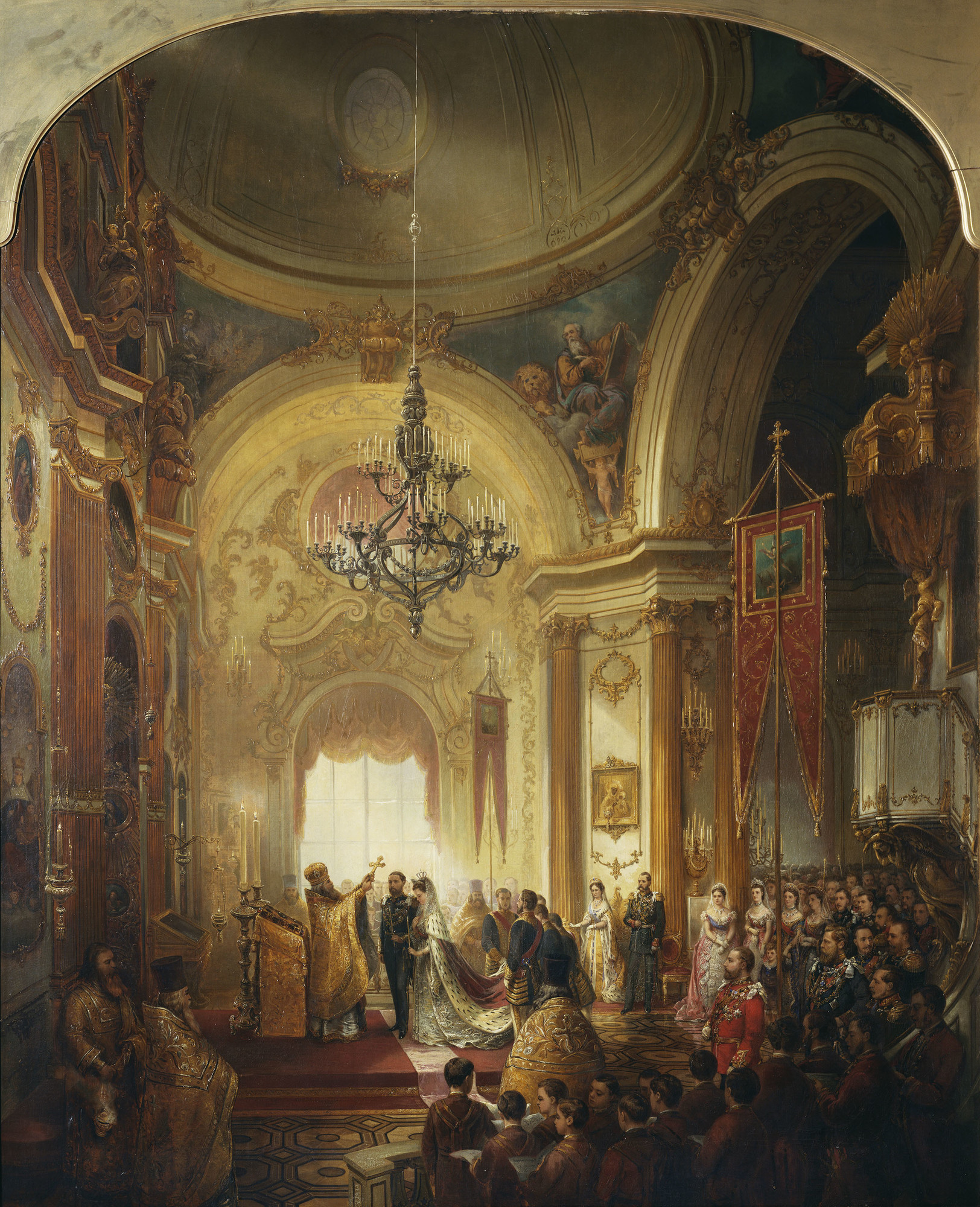
エジンバラ公の結婚式 (1874)

1860年からのドイツの気象学者で探検家のゲオルク・フォン・ノイメイヤーのビクトリア州の奥地の探検に参加し、この探検から生まれた、ヴィクトリア州西部のアラピルズ山の絵などがシュヴァリエのこの時期の最もよく知られた作品となった。その頃設立されたビクトリア国立美術館で1864年にビクトリア州の芸術家の作品の展覧会が開かれ、優れた作品はビクトリア政府が買い上げることになり、シュヴァリエの作品は美術館のコレクションの最初のオーストラリアで描かれた風景画となった。
1865年にはニュージーランドの各地を訪れ、多くの作品を描いた。1869年にエジンバラ公の世界一周航海のためオーストラリアに寄港したガラティア号に画家として乗船し、タヒチ、ハワイ、日本、中国、スリランカ、インドを経由してロンドンまで航海した。この航海中に描かれた作品はサウス・ケンジントンで展示された。
1874年にはヴィクトリア女王のサンクトペテルブルク訪問に随行し、エジンバラ公とロシア皇帝アレクサンドル2世の娘マリヤとの結婚式の絵を描いた。その後はロンドンを拠点とし、1871年から1887年までロイヤル・アカデミー・オブ・アーツの展覧会に出展した。
ロンドンで死去した。

## 作品

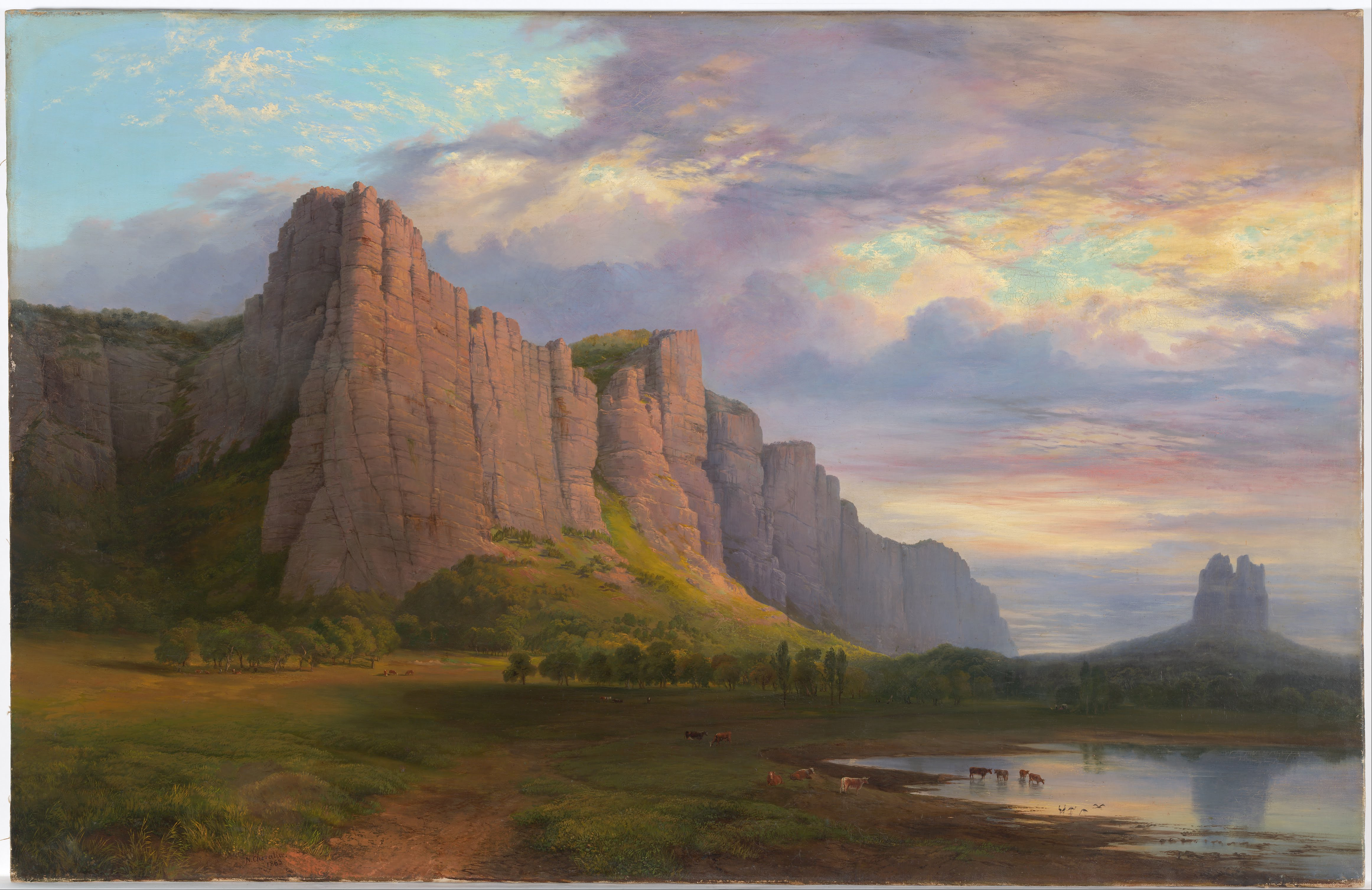
アラピルズ山 (1863)
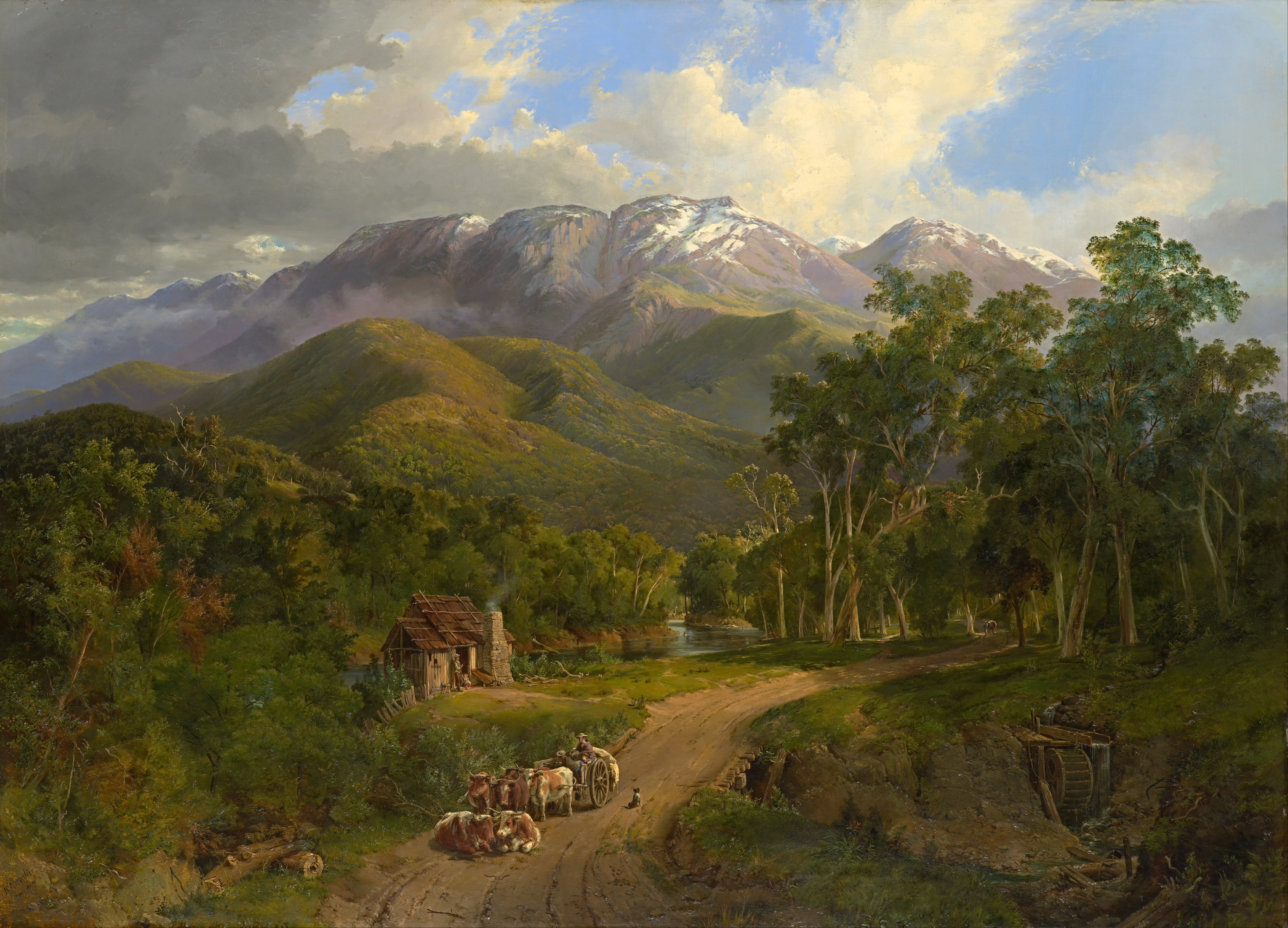
The Buffalo Ranges (1864)
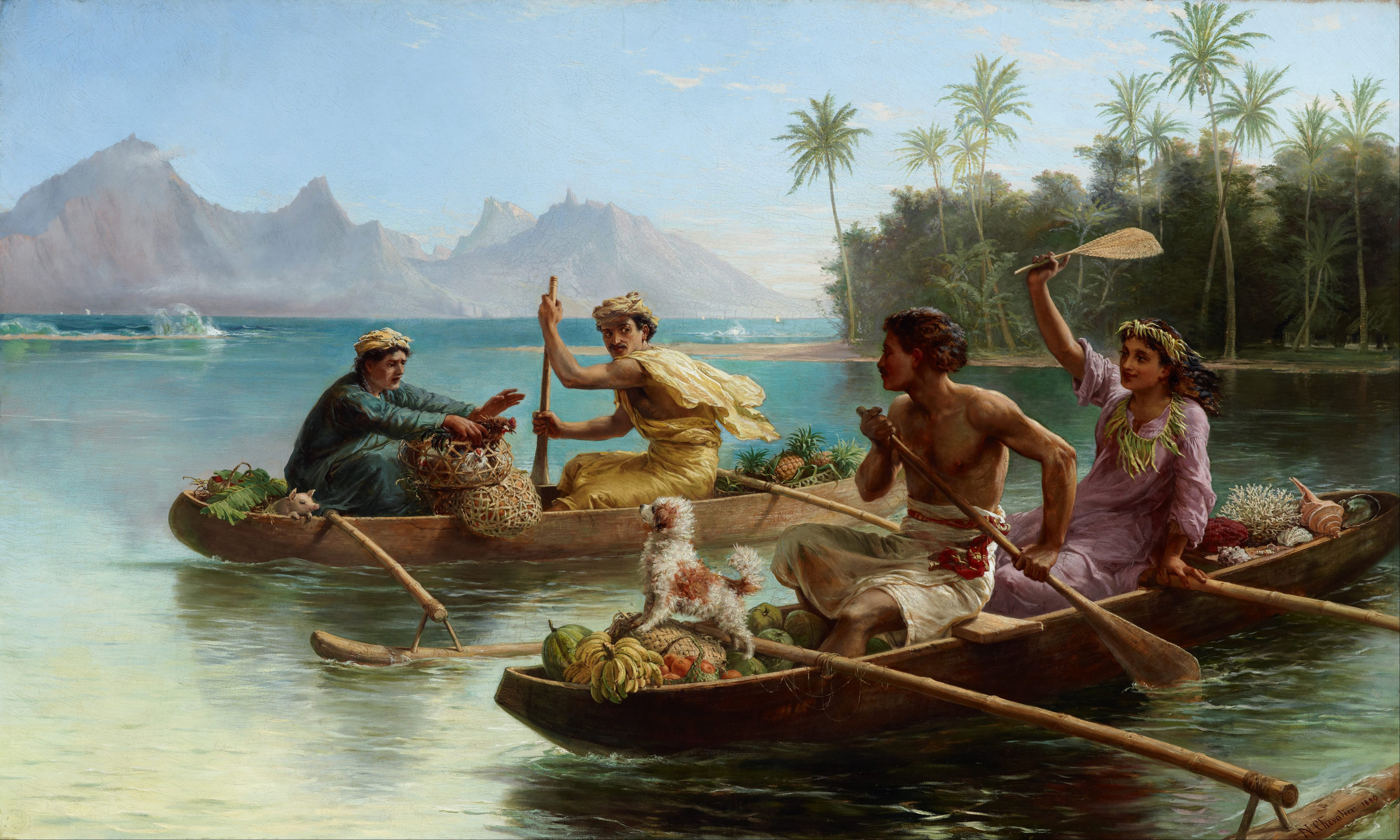
タヒチの風景 (1880)